# کارلی مک‌کیلیپ
کارلی مک‌کیلیپ (انگلیسی: Carly McKillip؛ زادهٔ ۱۳ فوریهٔ ۱۹۸۹) صداپیشه، بازیگر و خواننده اهل کانادا است.
از فیلم‌ها یا مجموعه‌های تلویزیونی که وی در آن‌ها نقش داشته‌است، می‌توان به پرونده‌های ایکس، نجات سیلورمن و زن بیونیک اشاره نمود.